# Hirzmann-Stausee
Der Hirzmann-Stausee oder Speicher Hirzmann (auch Hierzmann-Stausee) ist ein Stausee in den Gemeinden Edelschrott und St. Martin am Wöllmißberg im österreichischen Bundesland Steiermark. Er bildet neben dem Speicher Langmann eine von zwei Talsperren am Fluss Teigitsch und versorgt die Kraftwerke St. Martin, Arnstein und Teigitschmühle mit Triebwasser.

## Lage und Umgebung
Der Stausee liegt eingebettet zwischen Herzogberg und Wöllmißberg, zwei östlichen Ausläufern des Steirischen Randgebirges, auf 708 m ü. A., am Mittellauf der Teigitsch. Der Speicher erstreckt sich ähnlich einem Fjord über fünf Kilometer in Nordwest-Südost-Richtung und umfasst eine Fläche von knapp 42 ha, was ihn nach dem Salza- und dem wenige Kilometer flussaufwärts gelegenen Packer Stausee zum flächenmäßig drittgrößten Stausee der Steiermark macht. Nächstgelegene Orte sind Edelschrott nordwestlich und Sankt Martin am Wöllmißberg nordöstlich des Sees. Der Flächenanteil der Gemeinde St. Martin ist mit knapp zwei Prozent verschwindend gering. Das unmittelbare Seeufer ist bis auf kurze Abschnitte an der Stauseebrücke Edelschrott und an der Staumauer von dichtem Mischwald gesäumt.

## Talsperre

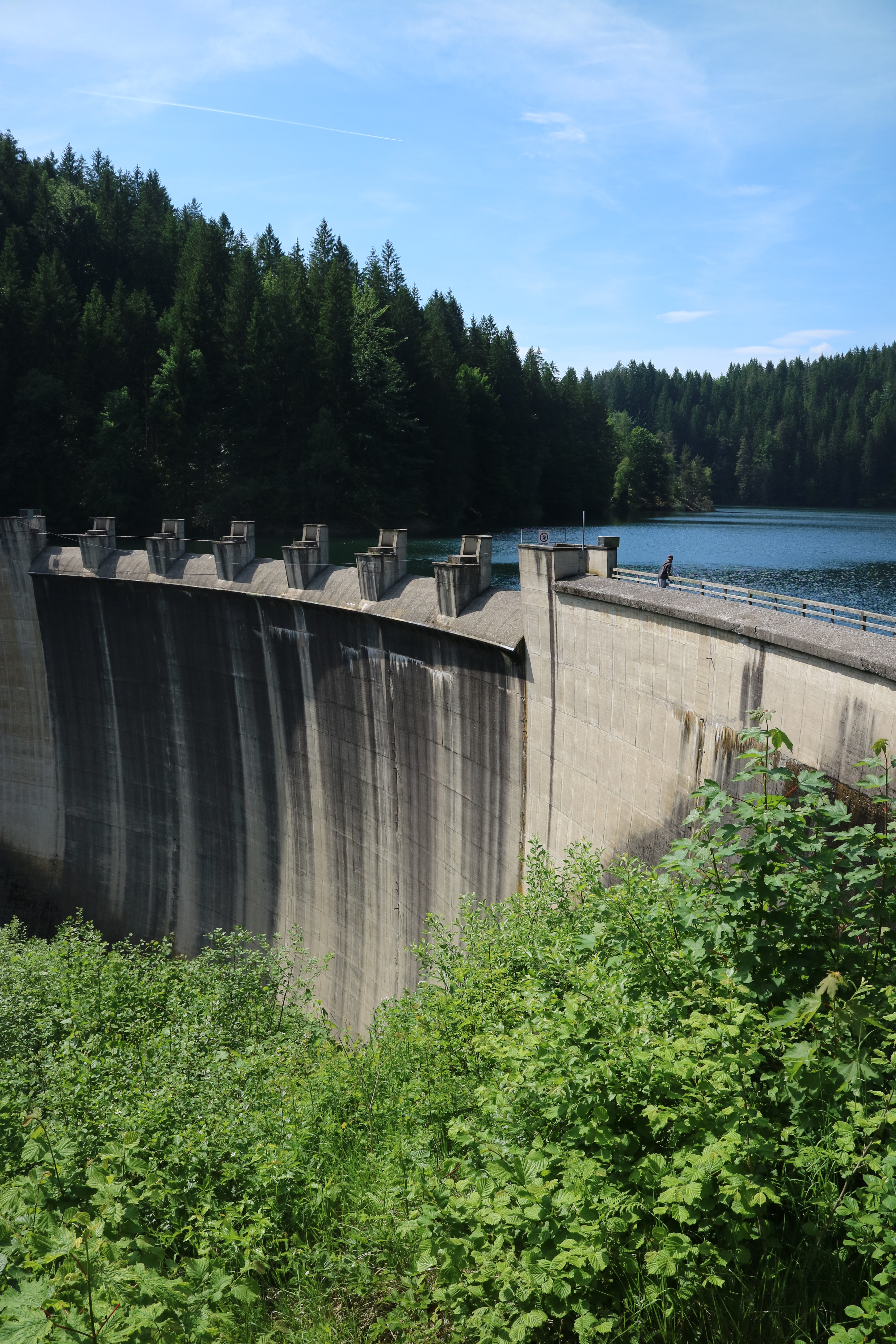
Staumauer von unterwasserseitig links gesehen. Die Brückenträger über die sieben Felder des Überfallwehrs sind abgebaut, beide Zugangspforten mit Gittern versperrt. Gehwege oberwasserseitig der Sperrenkrone sind vorhanden. (29. Mai 2017)

Die Talsperre wurde in den Jahren 1947 bis 1950 unter der Leitung des Architekten Fritz Haas von der STEWEAG erbaut und sorgte für eine erhebliche Verbesserung der Speicherkapazität der KW-Gruppe Teigitsch. Das 58,6 Meter hohe Absperrbauwerk in Form einer Gewölbemauer stellt die höchste Staumauer der Steiermark dar. Das Baumaterial wurde mit einer Feldbahn von der Graz-Köflacher Bahn zu einer Seilbahn gebracht, von deren Bergstation es mit einer weiteren Feldbahn auf die Baustelle kam.
Der See mit einem Speicherraum von bis zu 7,1 Millionen Kubikmeter diente bis zum Bau des Kraftwerks St. Martin in den Jahren 1964 bis 1965 als zusätzliches Speichervolumen für das Kraftwerk Arnstein, das Wasser wurde jedoch ungenutzt in das Bachbett der Teigitsch abgeleitet. Seitdem versorgt der Jahresspeicher über einen 985 Meter langen Druckstollen das Kraftwerk St. Martin, das bei einer Engpassleistung von 9,8 Megawatt jährlich 15.500 Megawattstunden Strom generiert.
Gemäß Wasserbuch (ÖWB) hat die STEWEAG den Übergang über die Staumauer für die örtlichen Interessen freizugeben. Da die Fußbrücke abgetragen wurde, war ab Mai 2017 eine Überquerung der Sperrkrone nicht möglich. Die langgezogene Wasserfläche konnte nur auf einer Brücke nahe Edelschrott überquert werden. Im März 2019 war danach westseitig entlang der Staumauer ein „Alpinsteig“ (einfache Treppen) eingerichtet, ostseitig erfolgte der Aufstieg über die Straße. Somit war der Stausee wieder für Wanderer zu umrunden.
Von 2019 bis 2021 wurde das Stauwerk generalsaniert und modifiziert. Dabei wurden aus dem Überfallwehr in der Mitte der Staumauerkrone die sechs Betonzinnen entfernt, die der alten Fußgängerbrücke als Pfeiler gedient hatten. Das Schluckvermögen des Wehrs wurde auf den Durchfluss eines 5000-jährlichen Hochwassers vergrößert. Im März 2021 wurden per Helikopter die Elemente des neuen, durchwegs metallenen Stegs eingehoben und von Industriekletterern montiert. Er verläuft etwa sechs Meter tiefer als das feste Überfallwehr und ganz nahe an der Unterwasserseite der Staumauer. Abflussseitig wurde das Wehr um eine abfallende Schürze verlängert, die den Steg vor über das Wehr schwappendem Wasser und dem Aufschlagen von Treibholz schützt. Kragarme an der Mauer mit schräger Abstützung tragen den Steg, der beidseitig des Überfalls in je drei Treppenläufen ansteigt und sich jeweils über die Mauerkrone windet, um sich oberwasserseitig etwas niedriger gelegen fortzusetzen. Am Fuß der Staumauer verläuft nun ein Stiegensteg gleicher Konstruktion zwischen Weg am rechten und Straße am linken Ufer als Teil der Wanderroute rund um den Stausee. Daneben liegen stellenweise noch alte Betonstufen. Am 3. Juni 2021 wurde die Eröffnung des neuen öffentlichen Fußstegs gemeldet.

## Tourismus
Der Speicher liegt in der Tourismusregion Lipizzanerheimat und wird gerne als Naturbadesee sowie zum Fischen genutzt. Der nordwestliche Bereich des Sees ist über eine Gemeindestraße zu erreichen, die von Edelschrott auf den Herzogberg führt. An ihr liegen in unmittelbarer Nähe zur Stauseebrücke die geschichtsträchtige Ströhberne Bruck’n sowie ein öffentlich zugänglicher Badesteg. Daneben besteht die Möglichkeit, am Buffet Seeblick ein Ruderboot auszuleihen. Am Nordostufer entlang führt ein Teil des Hans-Kloepfer-Rundwanderweges von und nach Köflach.
Die Staumauer am Südostende des Sees ist zu Fuß über eine nicht öffentliche Straße der Verbund AG erreichbar und kann seit 2021 wieder zu Fuß überquert werden. Wenige Gehminuten von der Staumauer entfernt befindet sich ein Klettergarten (Schwierigkeitsgrade von 3 bis 8) auf einem Südwesthang aus Stainzer Plattengneis.

## Bilder

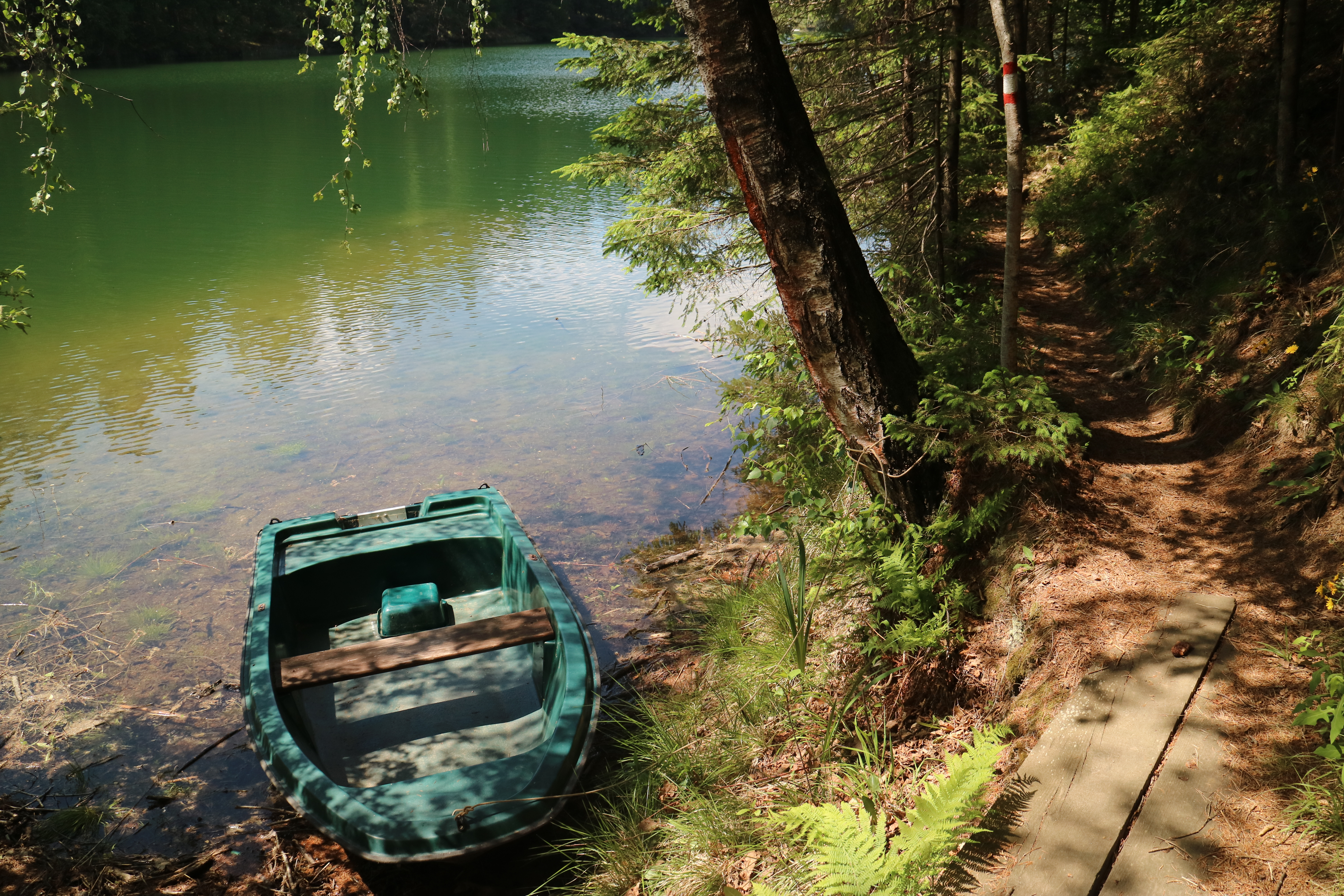
Privates Ruderboot
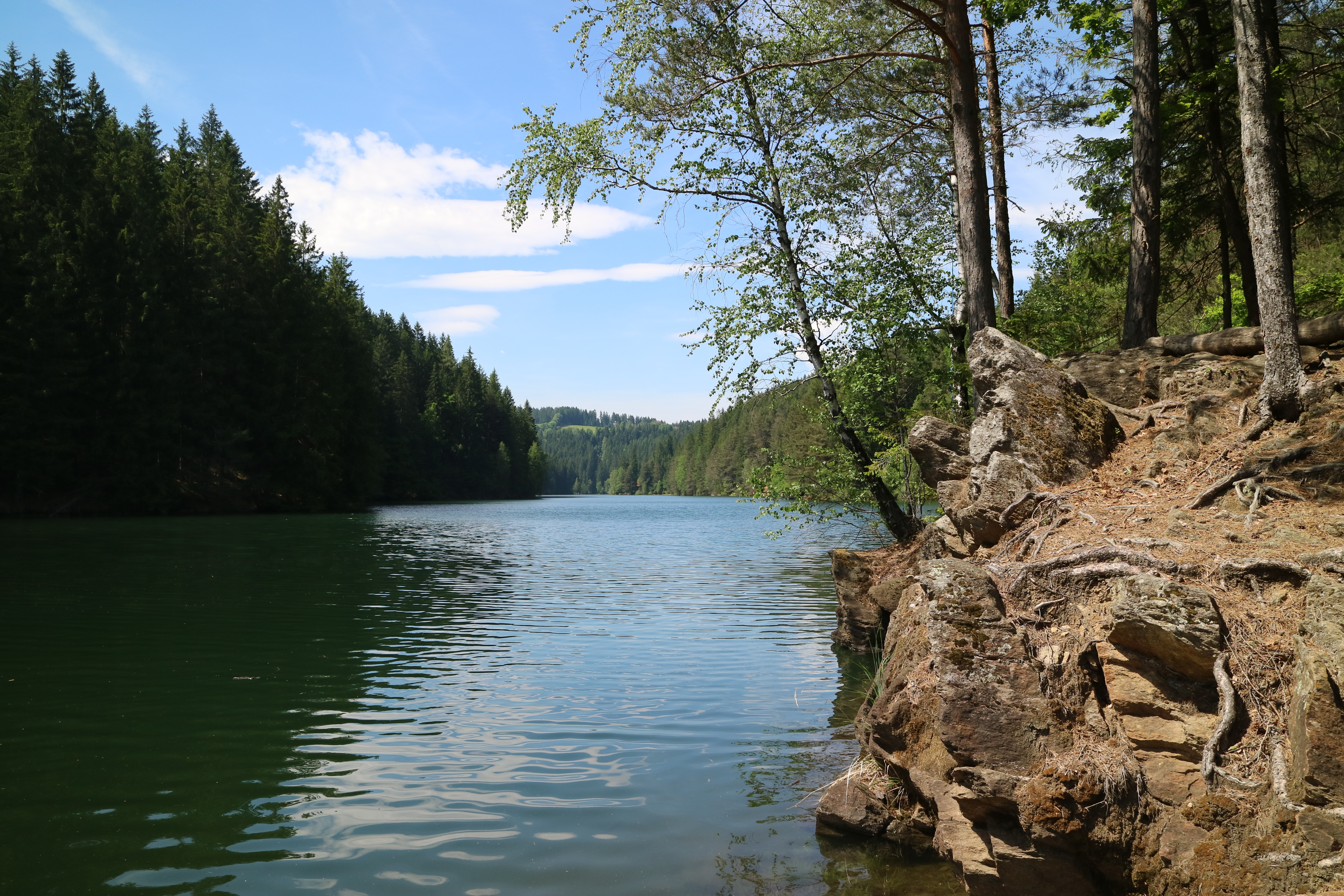
Felsküste am Nordostufer
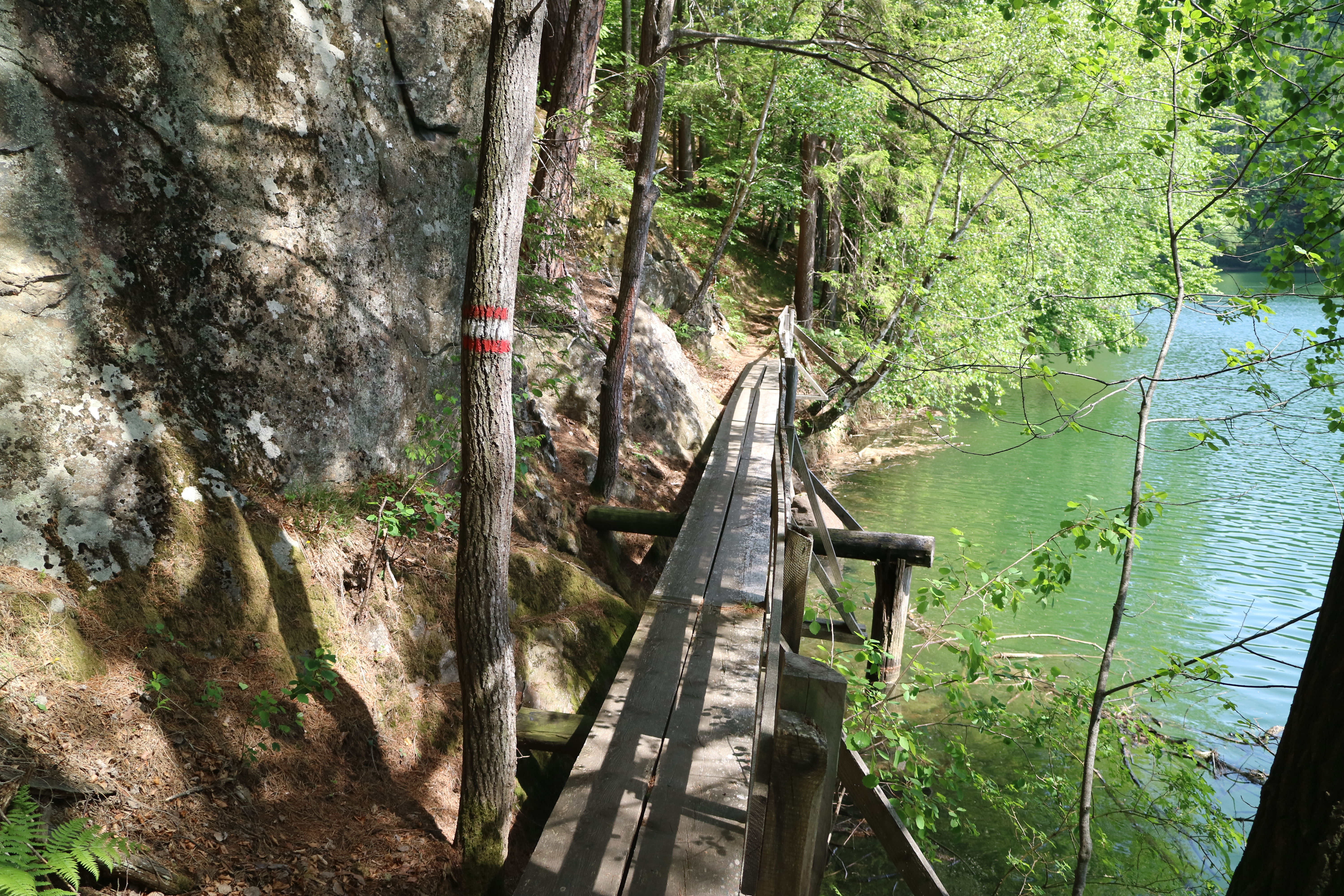
Am Hans-Kloepfer-Wanderweg
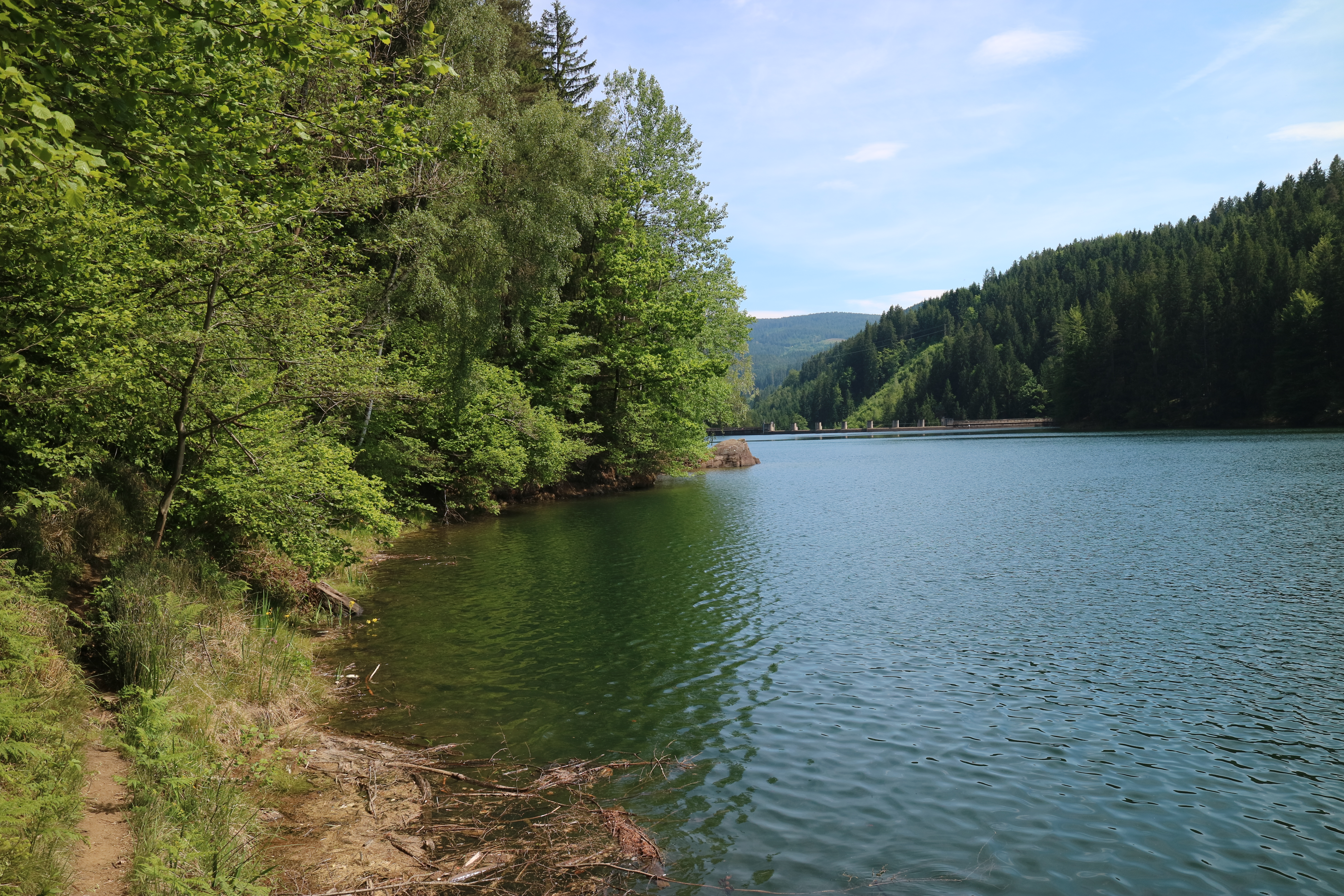
Blick vom Wanderweg zur Staumauer
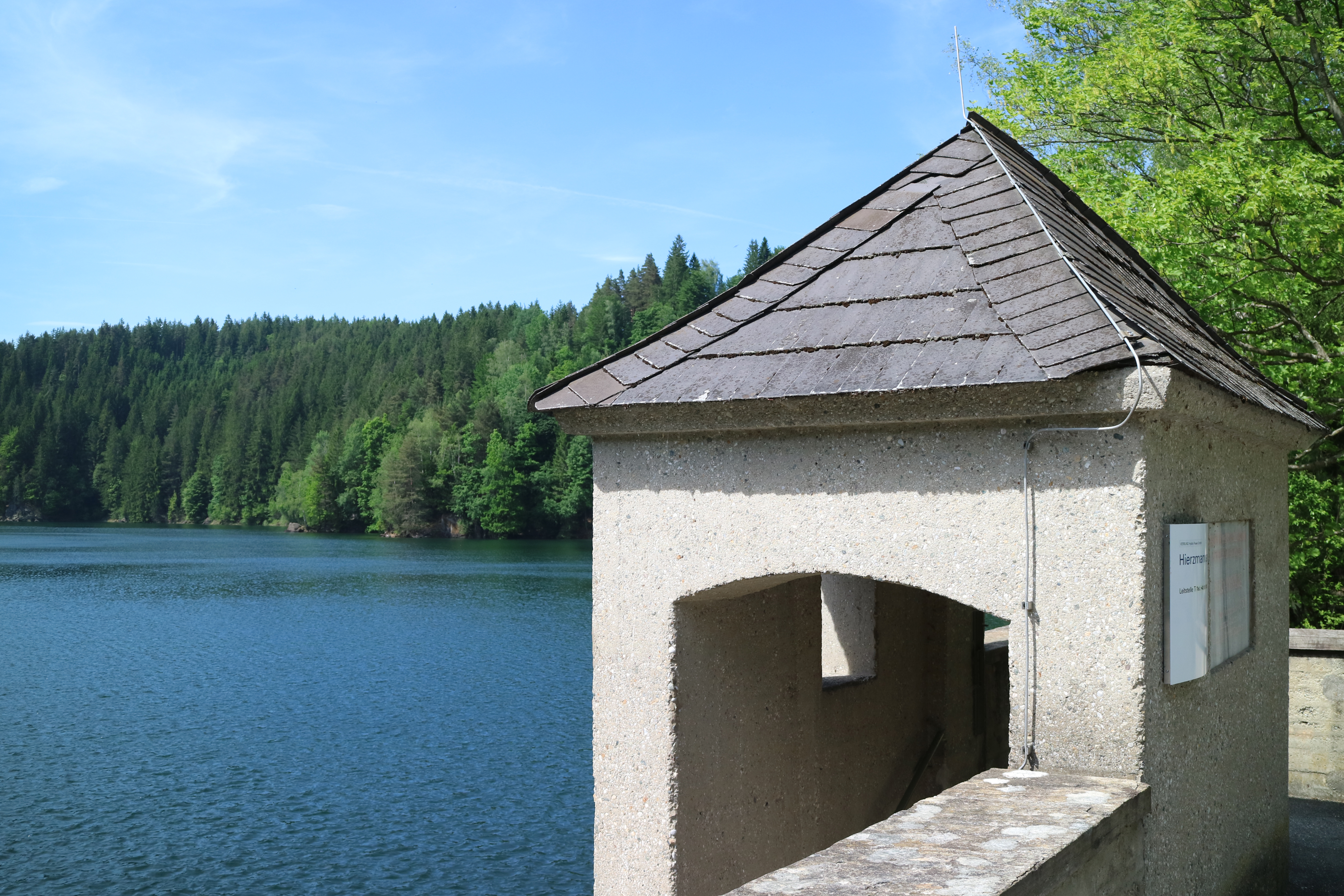
An der Staumauer